# Рафаїл (Корсак)
Митрополи́т Рафаї́л Ко́рсак гербу власного (у світі Мико́ла Ко́рсак, пол. Rafał (Mikołaj) Korsak; між 1595 і 1601, Новгородок — 28 серпня 1640, Рим) — релігійний діяч Речі Посполитої, василіянин, єпископ Руської унійної церкви; з 1637 року 4-ий Митрополит Київський, Галицький та всієї Руси — предстоятель Руської Унійної Церкви.

## Життєпис
Народився поблизу м. Новгородок (нині Новогрудок, Гродненська область, Білорусь) у білоруській шляхетній родині Корсаків гербу власного. Підлітком утратив батьків, які сповідували кальвінізм, і був взятий під опіку Київським унійним митрополитом Йосифом Велямином Рутським, мати якого була з роду Корсаків.
Спочатку навчався у Замойській академії, потім — у несвізькій єзуїтській колегії, де перейшов з кальвінізму в католицтво латинського обряду. Пізніше під впливом митрополита Йосифа Велямина Рутського прийняв грецький обряд. Подальшу освіту здобув у Віленській духовній академії, стажувався у Папській місійній колегії в м. Браунсберґ та Чеській колегії єзуїтів у Празі (вивчав там філософію) /1615 р./.
1620 року вступив до Чину василіян, прийнявши в чернецтві ім'я Рафаїл, і висвячений на диякона. У 1621—1624 був слухачем богословських студій у Грецькій колегії святого Атанасія в Римі, після чого був висвячений у Римі на пресвітера в 1624 р. Тоді ж звернувся до Апостольської Столиці з меморандумами — у справі церковної унії на православному Сході, а також долучення ордену кармелітів до унійної діяльності. 1625 року обраний архимандритом Свято-Троїцького монастиря у Вільно (займав цю посаду до 1637 р.). Також був архимандритом Онуфріївського (Мстиславське воєводство) (1631), Кобринського Спаського (1632—1633) та Жидичинського (1637—1640) монастирів. В 1632 році був електором Владислава IV Вази з Новогрудського воєводства.

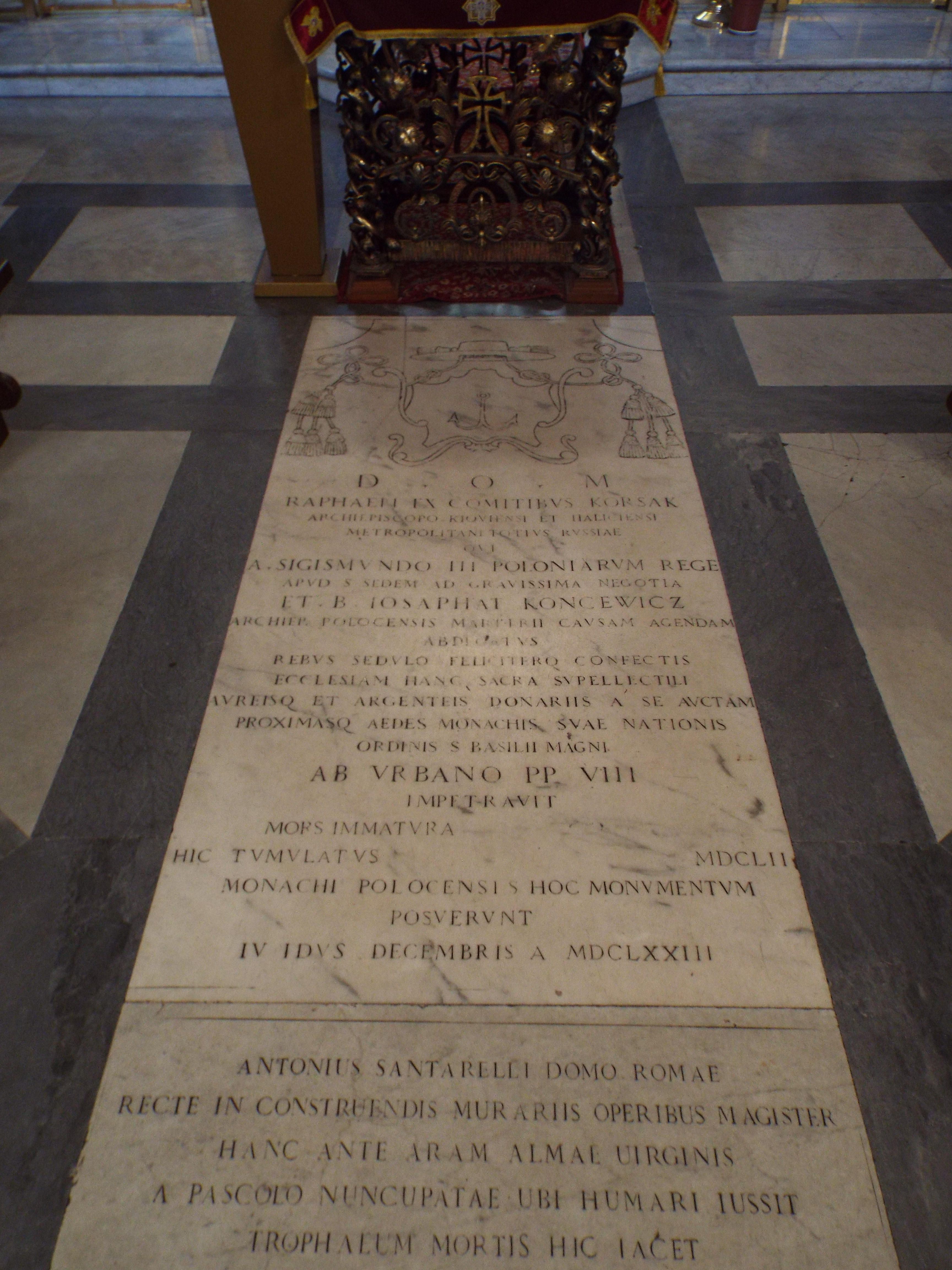
Поховальна плита митрополита Руської Унійної церкви Рафаїла Корсака в церкві св. Сергія та Вакха, Рим. 2019 р.

У 1626 обраний протоархимандритом Чину василіян та єпископом-коад'ютором митрополита Йосифа Велямина Рутського. 8 липня 1626 отримав королівську номінацію на гідність єпископа (6 вересня того ж року був висвячений в сан), а 1631 — папську буллу з підтвердженням права на успадкування керівництва Київською митрополією. У 1626–1632 єпископ Галицький, в 1632–1637 — єпископ Пінський і Турівський. У 1633 за дорученням Київського митрополита Йосифа Велямина Рутського вирушив в Рим до Папи Урбана VIII, щоби відстоювати інтереси унії в умовах загострення боротьби з православ'ям і неприхильного ставлення до греко-католицької церкви з боку світської влади і римо-католицької ієрархії Речі Посполитої, а також для прискорення процесу прославлення Полоцького архієпископа Йосафата Кунцевича.
Поспішно виконавши цю місію, весною 1636 прибув до Варшави з листами із Ватикану до короля та польських ієрархів, у яких рекомендувалося переглянути «Пункти заспокоєння Русі», видані королем Владиславом IV Вазою, де легалізовувалась Православна Церква в Речі Посполитій, і сприяти діяльності Унійної Церкви. Після смерті Йосифа Велямина Рутського 1637 очолив унійну Київську митрополію. Підтримував курс короля на примирення греко-католиків і православних. У 1639—1640 роках втретє поїхав до Риму для клопотання про беатифікацію владики Йосафата Кунцевича, також просив папу Урбана VIII дозволу скликати спільний собор православних і греко-католиків з метою створення єдиного руського патріархату в Речі Посполитій. У той час написав біографію Йосифа Велямина Рутського, переклав твори Мелетія Смотрицького, заснував у Римі осідок василіян з України й Білорусі при церкві святих Сергія і Вакха, де й був похований.
Посередині церкви розташована вмурована в підлогу поховальна плита з гербом митрополита.